# Цейлонско-голландский креольский язык
Цейлонско-голландский креольский язык (цейлонский голландский язык; нидерл. Ceylons-Nederlands) — креольский язык на основе голландского, существовавший на Цейлоне (Шри-Ланка) с XVII по XIX век. Сейчас язык практически мёртвый, однако прослеживается много случаев влияния на сингальский и тамильский языки острова.

## История
Между 1658 и 1795 годами большая часть острова Цейлон находилась под управлением Голландской Ост-Индийской компании. Таким образом, многие голландцы постоянно жили на острове. Голландский язык Цейлона, по-видимому, сохранял анахронические черты голландского, которые терялись при его развитии в Европе.
В 1795 году Британия завоевала Цейлон, и факторию Голландской Ост-Индийской компании сменил британский торговый пост. В 1801 году английский язык стал официальным языком острова Цейлон. Многие голландцы, а с ними и ряд цейлонских португальцев, к 1840 году использовали английский в качестве основного разговорного языка. Британская администрация стала называть потомков голландцев и португальцев Burgher Community (Общество бюргеров), и бюргерами стали называть цейлонских голландцев и португальцев, которые появились на острове позже азиатского населения.
До сих пор используется в голландской общине (как креолизированная форма голландского наряду с настоящим нидерландским) на Цейлоне. Например, в качестве литургического языка реформатской церкви в Коломбо.
В 1897 году основано Общество говорящих по-голландски — Het Hollandsch Gezelschapp van Ceylon.
В 1907 году было основано Dutch Burgher Union of Ceylon, уже англоговорящее общество. К тому времени чистым голландским владела только одна шестая населения, что и привело к распаду старого общества и созданию нового союза.
Позднее многие бюргеры Цейлона покинули остров и расселились в других местах, входящих в британскую сферу влияния. В 1930-е годы цейлонский голландский вытесняется английским и из ниши церковного языка. Поэтому к 1930—1950 годам английским владело большинство бюргеров Цейлона.
В 1980 году на Шри-Ланке проживало около 34 000 бюргеров.

## Параллели сафрикаанс
В литературе XIX века, посвящённой германистике, часто говорилось о том, что цейлонский голландский имеет много общего с африкаанс. Высказывались предположения, что цейлонский голландский и африкаанс прошли через одни и те же изменения начального голландского (например, упрощения грамматической структуры языка и другое). Однако, в 1905 году германист Хесселинг на основе собственного исследования этих языков показал, что это сходство случайно.
В доказательство родства языков широко использовался тот факт, что в 1925 году в Коломбо из Кейптауна приехал пастор Якоб Абрахам де Клерк, который стал проповедовать в местной церкви на родном языке. Однако язык на Цейлоне к тому времени уже устоялся, а де Клерк скорее всего проповедовал на английском.